# Élections cantonales de 1992 dans la Haute-Marne
Les élections cantonales ont eu lieu les 22 et 29 mars 1992.
Lors de ces élections, 16 des 32 cantons de la Haute-Marne ont été renouvelés. Elles ont vu la reconduction de la majorité UDF dirigée par Pierre Niederberger, président du conseil général depuis 1984.

## Résultats à l’échelle du département
Répartition départementale des résultats (2e tour).
- PCF (3,52 %)
- PS (13,04 %)
- Majorité (5,55 %)
- RPR (18,83 %)
- UDF (21,04 %)
- DVD (33,65 %)
- FN (4,37 %)

| Étiquette      | Étiquette                          | Premier tour | Premier tour | Second tour | Second tour | Sièges |
| Étiquette      | Étiquette                          | Voix         | %            | Voix        | %           | Sièges |
| -------------- | ---------------------------------- | ------------ | ------------ | ----------- | ----------- | ------ |
|                | Parti socialiste                   | 6 049        | 11,85        | 4 632       | 13,04       | 1      |
|                | Parti communiste français          | 3 888        | 7,61         | 1 250       | 3,52        | 1      |
|                | Les Verts                          | 3 120        | 6,11         |             |             |        |
|                | Majorité présidentielle            | 2 194        | 4,30         | 1 973       | 5,55        | 0      |
| Gauche         | Gauche                             | 15 251       | 29,87        | 7 855       | 22,11       | 2      |
|                |                                    |              |              |             |             |        |
|                | Divers droite                      | 13 868       | 27,16        | 11 954      | 33,65       | 4      |
|                | Union pour la démocratie française | 10 968       | 21,48        | 7 474       | 21,04       | 6      |
|                | Rassemblement pour la République   | 6 818        | 13,35        | 6 688       | 18,83       | 4      |
|                | Front national                     | 3 937        | 7,71         | 1 554       | 4,37        | 0      |
| Droite         | Droite                             | 35 591       | 69,70        | 27 670      | 77,89       | 14     |
|                |                                    |              |              |             |             |        |
|                | Génération écologie                | 216          | 0,42         |             |             |        |
|                |                                    |              |              |             |             |        |
| Inscrits       | Inscrits                           | 80 510       | 100,00       | 62 405      | 100,00      |        |
| Abstention     | Abstention                         | 25 764       | 32,00        | 24 034      | 38,51       |        |
| Votants        | Votants                            | 54 746       | 68,00        | 38 371      | 61,49       |        |
| Blancs et nuls | Blancs et nuls                     | 3 688        | 6,74         | 2 846       | 7,42        |        |
| Exprimés       | Exprimés                           | 51 058       | 93,26        | 35 525      | 92,58       |        |

## Résultats par canton

### Canton d'Arc-en-Barrois
| Candidats      | Candidats        | Étiquette      | Premier tour | Premier tour |
| Candidats      | Candidats        | Étiquette      | Voix         | %            |
| -------------- | ---------------- | -------------- | ------------ | ------------ |
|                | Charles Fèvre*   | UDF            | 865          | 55,17        |
|                | Yves Leseur      | DVD            | 330          | 21,05        |
|                | Gilles Simon     | GE             | 216          | 13,78        |
|                | Henri Thomas     | FN             | 119          | 7,59         |
|                | Micheline Mouton | PCF            | 38           | 2,42         |
|                |                  |                |              |              |
| Inscrits       | Inscrits         | Inscrits       | 2 153        | 100,00       |
| Abstention     | Abstention       | Abstention     | 498          | 23,13        |
| Votants        | Votants          | Votants        | 1 655        | 76,87        |
| Blancs et nuls | Blancs et nuls   | Blancs et nuls | 87           | 5,26         |
| Exprimés       | Exprimés         | Exprimés       | 1 568        | 94,74        |

*sortant

### Canton d'Auberive
| Candidats      | Candidats           | Étiquette      | Premier tour | Premier tour | Second tour | Second tour |
| Candidats      | Candidats           | Étiquette      | Voix         | %            | Voix        | %           |
| -------------- | ------------------- | -------------- | ------------ | ------------ | ----------- | ----------- |
|                | Didier Jannaud      | PS             | 373          | 30,06        | 500         | 40,26       |
|                | Jean-Pierre Michel  | DVD            | 222          | 17,89        | 431         | 34,70       |
|                | Maurice Lardenois   | DVD            | 181          | 14,59        | 3           | 0,24        |
|                | Jean-Louis Aubertot | DVD            | 179          | 14,42        | 308         | 24,80       |
|                | Claude Lambert      | DVD            | 160          | 12,89        |             |             |
|                | Alex Renard         | DVD            | 118          | 9,51         |             |             |
|                | Marcel Huraux       | PCF            | 8            | 0,64         |             |             |
|                |                     |                |              |              |             |             |
| Inscrits       | Inscrits            | Inscrits       | 1 663        | 100,00       | 3 797       | 100,00      |
| Abstention     | Abstention          | Abstention     | 384          | 23,09        | 391         | 23,51       |
| Votants        | Votants             | Votants        | 1 279        | 76,91        | 1 272       | 76,49       |
| Blancs et nuls | Blancs et nuls      | Blancs et nuls | 38           | 2,97         | 30          | 2,36        |
| Exprimés       | Exprimés            | Exprimés       | 1 241        | 97,03        | 1 242       | 97,64       |

### Canton de Châteauvillain
| Candidats      | Candidats                  | Étiquette      | Premier tour | Premier tour | Second tour | Second tour |
| Candidats      | Candidats                  | Étiquette      | Voix         | %            | Voix        | %           |
| -------------- | -------------------------- | -------------- | ------------ | ------------ | ----------- | ----------- |
|                | Henri de la Ville De Bauge | DVD            | 673          | 27,35        | 1 027       | 42,76       |
|                | Jean-Claude Guyot*         | UDF            | 588          | 23,89        | 897         | 37,34       |
|                | Jean Goutorbe              | DVD            | 351          | 14,26        | 478         | 19,90       |
|                | Georges Durand             | DVD            | 242          | 9,83         |             |             |
|                | Jean-Marie Bouchot         | PS             | 210          | 8,53         |             |             |
|                | Guy Maitrot                | FN             | 181          | 7,35         |             |             |
|                | Jean-Francois Bardin       | Verts          | 155          | 6,30         |             |             |
|                | Michel Charton             | PCF            | 61           | 2,48         |             |             |
|                |                            |                |              |              |             |             |
| Inscrits       | Inscrits                   | Inscrits       | 3 444        | 100,00       | 3 444       | 100,00      |
| Abstention     | Abstention                 | Abstention     | 885          | 25,70        | 950         | 27,58       |
| Votants        | Votants                    | Votants        | 2 559        | 74,30        | 2 494       | 72,42       |
| Blancs et nuls | Blancs et nuls             | Blancs et nuls | 98           | 3,83         | 92          | 3,69        |
| Exprimés       | Exprimés                   | Exprimés       | 2 461        | 96,17        | 2 402       | 96,31       |

*sortant

### Canton de Chaumont-Nord
| Candidats      | Candidats            | Étiquette      | Premier tour | Premier tour | Second tour | Second tour |
| Candidats      | Candidats            | Étiquette      | Voix         | %            | Voix        | %           |
| -------------- | -------------------- | -------------- | ------------ | ------------ | ----------- | ----------- |
|                | Gérard Groslambert   | RPR            | 1 291        | 22,49        | 2 860       | 63,09       |
|                | Henri Le Roux        | PS             | 846          | 14,74        | 1 673       | 36,91       |
|                | Claudy Henriot       | Verts          | 792          | 13,80        |             |             |
|                | Claude Martin        | DVD            | 649          | 11,30        |             |             |
|                | Francis Jacquot      | FN             | 609          | 10,61        |             |             |
|                | Thierry Simon        | DVD            | 529          | 9,21         |             |             |
|                | Anne-Marie Fourrière | DVD            | 519          | 9,04         |             |             |
|                | Jean-Louis Lanher    | PCF            | 288          | 5,02         |             |             |
|                | Eric Voirol          | DVD            | 218          | 3,80         |             |             |
|                |                      |                |              |              |             |             |
| Inscrits       | Inscrits             | Inscrits       | 9 619        | 100,00       | 9 619       | 100,00      |
| Abstention     | Abstention           | Abstention     | 3 377        | 35,11        | 4 475       | 46,52       |
| Votants        | Votants              | Votants        | 6 242        | 64,89        | 5 144       | 53,48       |
| Blancs et nuls | Blancs et nuls       | Blancs et nuls | 501          | 8,03         | 611         | 11,88       |
| Exprimés       | Exprimés             | Exprimés       | 5 741        | 91,97        | 4 533       | 88,12       |

### Canton de Doulevant-le-Château
| Candidats      | Candidats       | Étiquette      | Premier tour | Premier tour |
| Candidats      | Candidats       | Étiquette      | Voix         | %            |
| -------------- | --------------- | -------------- | ------------ | ------------ |
|                | Jacques Delong* | RPR            | 829          | 58,13        |
|                | Jean-Marc Fèvre | DVD            | 315          | 22,09        |
|                | Jany Hugnet     | PS             | 198          | 13,88        |
|                | Serge Collin    | PCF            | 84           | 5,89         |
|                |                 |                |              |              |
| Inscrits       | Inscrits        | Inscrits       | 2 103        | 100,00       |
| Abstention     | Abstention      | Abstention     | 562          | 26,72        |
| Votants        | Votants         | Votants        | 1 541        | 73,28        |
| Blancs et nuls | Blancs et nuls  | Blancs et nuls | 115          | 7,46         |
| Exprimés       | Exprimés        | Exprimés       | 1 426        | 92,54        |

*sortant

### Canton de Fayl-la-Forêt
| Candidats      | Candidats          | Étiquette      | Premier tour | Premier tour | Second tour | Second tour |
| Candidats      | Candidats          | Étiquette      | Voix         | %            | Voix        | %           |
| -------------- | ------------------ | -------------- | ------------ | ------------ | ----------- | ----------- |
|                | Gilbert Thomas     | DVD            | 1 329        | 46,36        | 1 344       | 45,22       |
|                | Pierre Moris*      | UDF            | 1 271        | 44,33        | 1 628       | 54,78       |
|                | Jean-Pierre Legros | PCF            | 267          | 9,31         |             |             |
|                |                    |                |              |              |             |             |
| Inscrits       | Inscrits           | Inscrits       | 4 086        | 100,00       | 4 086       | 100,00      |
| Abstention     | Abstention         | Abstention     | 992          | 24,28        | 975         | 23,86       |
| Votants        | Votants            | Votants        | 3 094        | 75,72        | 3 111       | 76,14       |
| Blancs et nuls | Blancs et nuls     | Blancs et nuls | 227          | 7,34         | 139         | 4,47        |
| Exprimés       | Exprimés           | Exprimés       | 2 867        | 92,66        | 2 972       | 95,53       |

*sortant

### Canton de Juzennecourt
| Candidats      | Candidats      | Étiquette      | Premier tour | Premier tour |
| Candidats      | Candidats      | Étiquette      | Voix         | %            |
| -------------- | -------------- | -------------- | ------------ | ------------ |
|                | Jean Raullet*  | RPR            | 986          | 60,05        |
|                | Gérard Grenier | DVD            | 565          | 34,41        |
|                | Jacques Stuber | PCF            | 91           | 5,54         |
|                |                |                |              |              |
| Inscrits       | Inscrits       | Inscrits       | 2 353        | 100,00       |
| Abstention     | Abstention     | Abstention     | 576          | 24,48        |
| Votants        | Votants        | Votants        | 1 777        | 75,52        |
| Blancs et nuls | Blancs et nuls | Blancs et nuls | 135          | 7,60         |
| Exprimés       | Exprimés       | Exprimés       | 1 642        | 92,40        |

*sortant

### Canton de Langres
| Candidats      | Candidats             | Étiquette      | Premier tour | Premier tour | Second tour | Second tour |
| Candidats      | Candidats             | Étiquette      | Voix         | %            | Voix        | %           |
| -------------- | --------------------- | -------------- | ------------ | ------------ | ----------- | ----------- |
|                | Pierre-Jean Chevalier | PS             | 1 211        | 19,80        | 2 459       | 45,77       |
|                | Jean-Marie Voillemin  | DVD            | 980          | 16,02        | 2 914       | 54,23       |
|                | Michel Petit          | RPR            | 862          | 14,09        |             |             |
|                | Claude Martin         | DVD            | 843          | 13,78        |             |             |
|                | Pierre Garnier        | FN             | 744          | 12,16        |             |             |
|                | Jean Bouvier          | PS             | 681          | 11,13        |             |             |
|                | Michel Goubault       | Verts          | 592          | 9,68         |             |             |
|                | Alain Vitry           | PCF            | 203          | 3,32         |             |             |
|                |                       |                |              |              |             |             |
| Inscrits       | Inscrits              | Inscrits       | 9 619        | 100,00       | 9 619       | 100,00      |
| Abstention     | Abstention            | Abstention     | 3 124        | 32,48        | 3 675       | 38,21       |
| Votants        | Votants               | Votants        | 6 495        | 67,52        | 5 944       | 61,79       |
| Blancs et nuls | Blancs et nuls        | Blancs et nuls | 379          | 5,84         | 571         | 9,61        |
| Exprimés       | Exprimés              | Exprimés       | 6 116        | 94,16        | 5 373       | 90,39       |

### Canton de Longeau-Percey
| Candidats      | Candidats       | Étiquette      | Premier tour | Premier tour |
| Candidats      | Candidats       | Étiquette      | Voix         | %            |
| -------------- | --------------- | -------------- | ------------ | ------------ |
|                | René Oudot*     | UDF            | 2 481        | 66,04        |
|                | Georges Preteux | PS             | 662          | 17,62        |
|                | Claude Baillet  | DVD            | 389          | 10,35        |
|                | Hubert Legros   | PCF            | 225          | 5,99         |
|                |                 |                |              |              |
| Inscrits       | Inscrits        | Inscrits       | 5 502        | 100,00       |
| Abstention     | Abstention      | Abstention     | 1 496        | 27,19        |
| Votants        | Votants         | Votants        | 4 006        | 72,81        |
| Blancs et nuls | Blancs et nuls  | Blancs et nuls | 249          | 6,22         |
| Exprimés       | Exprimés        | Exprimés       | 3 757        | 93,78        |

*sortant

### Canton de Montier-en-Der
| Candidats      | Candidats               | Étiquette      | Premier tour | Premier tour | Second tour | Second tour |
| Candidats      | Candidats               | Étiquette      | Voix         | %            | Voix        | %           |
| -------------- | ----------------------- | -------------- | ------------ | ------------ | ----------- | ----------- |
|                | Jean-Jacques Bayer      | DVD            | 1 017        | 35,53        | 1 471       | 50,92       |
|                | Roger Mielle*           | DVD            | 1 018        | 35,57        | 1 418       | 49,08       |
|                | Christian Adam          | DVD            | 411          | 14,36        | Retrait     | Retrait     |
|                | François-Régis Bourgois | DVD            | 307          | 10,73        |             |             |
|                | Raymond Oudin           | PCF            | 109          | 3,81         |             |             |
|                |                         |                |              |              |             |             |
| Inscrits       | Inscrits                | Inscrits       | 3 908        | 100,00       | 3 908       | 100,00      |
| Abstention     | Abstention              | Abstention     | 897          | 22,95        | 906         | 23,18       |
| Votants        | Votants                 | Votants        | 3 011        | 77,05        | 3 002       | 76,82       |
| Blancs et nuls | Blancs et nuls          | Blancs et nuls | 149          | 4,95         | 113         | 3,76        |
| Exprimés       | Exprimés                | Exprimés       | 2 862        | 95,05        | 2 889       | 96,24       |

*sortant

### Canton de Prauthoy
| Candidats      | Candidats            | Étiquette      | Premier tour | Premier tour | Second tour | Second tour |
| Candidats      | Candidats            | Étiquette      | Voix         | %            | Voix        | %           |
| -------------- | -------------------- | -------------- | ------------ | ------------ | ----------- | ----------- |
|                | Charles Guené        | RPR            | 988          | 49,13        | 1 200       | 59,85       |
|                | Marcel Pernot        | DVD            | 734          | 36,50        | 805         | 40,15       |
|                | Chantal de la Taille | FN             | 188          | 9,35         |             |             |
|                | Monique Marchal      | PCF            | 101          | 5,02         |             |             |
|                |                      |                |              |              |             |             |
| Inscrits       | Inscrits             | Inscrits       | 2 906        | 100,00       | 2 906       | 100,00      |
| Abstention     | Abstention           | Abstention     | 701          | 24,12        | 766         | 26,36       |
| Votants        | Votants              | Votants        | 2 205        | 75,88        | 2 140       | 73,64       |
| Blancs et nuls | Blancs et nuls       | Blancs et nuls | 194          | 8,80         | 135         | 6,31        |
| Exprimés       | Exprimés             | Exprimés       | 2 011        | 91,20        | 2 005       | 93,69       |

### Canton de Saint-Dizier-Centre
| Candidats      | Candidats              | Étiquette      | Premier tour | Premier tour | Second tour | Second tour |
| Candidats      | Candidats              | Étiquette      | Voix         | %            | Voix        | %           |
| -------------- | ---------------------- | -------------- | ------------ | ------------ | ----------- | ----------- |
|                | Alfred Gigoux*         | RPR            | 1 188        | 25,16        | 1 447       | 35,02       |
|                | Jean-Marie Harat       | UDF            | 986          | 20,88        | 1 725       | 41,75       |
|                | Valentin Renard        | FN             | 1 026        | 21,73        | 960         | 23,23       |
|                | Fabrice Wowak          | Verts          | 534          | 11,31        |             |             |
|                | Bernard Mauguet        | PCF            | 503          | 10,65        |             |             |
|                | Jean-Francois Sauvaget | PS             | 485          | 10,27        |             |             |
|                |                        |                |              |              |             |             |
| Inscrits       | Inscrits               | Inscrits       | 8 876        | 100,00       | 8 876       | 100,00      |
| Abstention     | Abstention             | Abstention     | 3 891        | 43,84        | 4 428       | 49,89       |
| Votants        | Votants                | Votants        | 4 985        | 56,16        | 4 448       | 50,11       |
| Blancs et nuls | Blancs et nuls         | Blancs et nuls | 263          | 5,28         | 316         | 7,10        |
| Exprimés       | Exprimés               | Exprimés       | 4 722        | 94,72        | 4 132       | 92,90       |

*sortant

### Canton de Saint-Dizier-Nord-Est
| Candidats      | Candidats              | Étiquette      | Premier tour | Premier tour | Second tour | Second tour |
| Candidats      | Candidats              | Étiquette      | Voix         | %            | Voix        | %           |
| -------------- | ---------------------- | -------------- | ------------ | ------------ | ----------- | ----------- |
|                | Jean-Luc Bouzon        | PCF            | 734          | 23,28        | 1 250       | 42,13       |
|                | Marie-Jeanne Noël      | UDF            | 823          | 26,10        | 1 123       | 37,85       |
|                | Jean-Alain Charpentier | FN             | 677          | 21,47        | 594         | 20,02       |
|                | Marcel Marchand        | PS             | 481          | 15,26        |             |             |
|                | Lucette Bordat         | Verts          | 438          | 13,89        |             |             |
|                |                        |                |              |              |             |             |
| Inscrits       | Inscrits               | Inscrits       | 5 676        | 100,00       | 5 676       | 100,00      |
| Abstention     | Abstention             | Abstention     | 2 293        | 40,40        | 2 513       | 44,27       |
| Votants        | Votants                | Votants        | 3 383        | 59,60        | 3 163       | 55,73       |
| Blancs et nuls | Blancs et nuls         | Blancs et nuls | 230          | 6,80         | 196         | 6,20        |
| Exprimés       | Exprimés               | Exprimés       | 3 153        | 93,20        | 2 967       | 93,80       |

### Canton de Saint-Dizier-Ouest
| Candidats      | Candidats                 | Étiquette      | Premier tour | Premier tour | Second tour | Second tour |
| Candidats      | Candidats                 | Étiquette      | Voix         | %            | Voix        | %           |
| -------------- | ------------------------- | -------------- | ------------ | ------------ | ----------- | ----------- |
|                | Jean-Francois Thieblemont | UDF            | 1 868        | 39,91        | 2 101       | 51,57       |
|                | Yves Pintat               | PS             | 1 513        | 32,33        | 1 973       | 48,43       |
|                | Marcelle Fontaine         | PCF            | 673          | 14,38        |             |             |
|                | Alain Chrétiennot         | PS             | 626          | 13,38        |             |             |
|                |                           |                |              |              |             |             |
| Inscrits       | Inscrits                  | Inscrits       | 8 027        | 100,00       | 8 027       | 100,00      |
| Abstention     | Abstention                | Abstention     | 2 869        | 35,74        | 3 544       | 44,15       |
| Votants        | Votants                   | Votants        | 5 158        | 64,26        | 4 483       | 55,85       |
| Blancs et nuls | Blancs et nuls            | Blancs et nuls | 478          | 9,27         | 409         | 9,12        |
| Exprimés       | Exprimés                  | Exprimés       | 4 680        | 90,73        | 4 074       | 90,88       |

### Canton de Vignory
| Candidats      | Candidats            | Étiquette      | Premier tour | Premier tour | Second tour | Second tour |
| Candidats      | Candidats            | Étiquette      | Voix         | %            | Voix        | %           |
| -------------- | -------------------- | -------------- | ------------ | ------------ | ----------- | ----------- |
|                | Jean-Pierre Humbert* | DVD            | 1 589        | 49,72        | 1 755       | 59,78       |
|                | Jean-Francois Meylan | RPR            | 674          | 21,09        | 1 181       | 40,22       |
|                | Michel Perrin        | FN             | 393          | 12,30        |             |             |
|                | Daniel Thomas        | PS             | 380          | 11,89        |             |             |
|                | Yves Jacquier        | PCF            | 160          | 5,01         |             |             |
|                |                      |                |              |              |             |             |
| Inscrits       | Inscrits             | Inscrits       | 4 581        | 100,00       | 4 581       | 100,00      |
| Abstention     | Abstention           | Abstention     | 1 170        | 25,54        | 1 411       | 30,80       |
| Votants        | Votants              | Votants        | 3 411        | 74,46        | 3 170       | 69,20       |
| Blancs et nuls | Blancs et nuls       | Blancs et nuls | 215          | 6,30         | 234         | 7,38        |
| Exprimés       | Exprimés             | Exprimés       | 3 196        | 93,70        | 2 936       | 92,62       |

*sortant

### Canton de Wassy
| Candidats      | Candidats            | Étiquette      | Premier tour | Premier tour |
| Candidats      | Candidats            | Étiquette      | Voix         | %            |
| -------------- | -------------------- | -------------- | ------------ | ------------ |
|                | Pierre Niederberger* | UDF            | 2 086        | 57,70        |
|                | Philippe Calland     | Verts          | 609          | 16,85        |
|                | Richard Guenin       | PS             | 577          | 15,96        |
|                | Catherine Hebrard    | PCF            | 343          | 9,49         |
|                |                      |                |              |              |
| Inscrits       | Inscrits             | Inscrits       | 5 994        | 100,00       |
| Abstention     | Abstention           | Abstention     | 2 049        | 34,18        |
| Votants        | Votants              | Votants        | 3 945        | 65,82        |
| Blancs et nuls | Blancs et nuls       | Blancs et nuls | 330          | 8,37         |
| Exprimés       | Exprimés             | Exprimés       | 3 615        | 91,63        |

*sortant